# Islas Lofoten
Las Islas Lofoten son un archipiélago y un distrito de Noruega, situado en la provincia de Nordland, por encima del círculo polar ártico.

## Etimología del nombre
El nombre Lofoten procede de «lo», que significa lince, y «foten», que significa «el pie». La cadena de islas con sus picos puntiagudos parecen pies de lince desde tierra firme. Otro nombre que recibe es Lofotveggen, «el muro de las Lofoten». El archipiélago parece un muro cerrado cuando se observa desde lugares elevados cerca de Bodø, con 100 km de longitud, y entre 800-1000 m de altura.

## Geografía y naturaleza
Lofoten se sitúa entre los paralelos 67 y 68 de latitud norte, por encima del círculo polar ártico, en la región de Nord-Norge. Son islas conocidas por su gran belleza natural. Lofoten agrupa los municipios de Vågan, Vestvågøy, Flakstad, Moskenes, Værøy, y Røst. Las islas principales, de norte a sur, son:
- punta sur de Hinnøya
- Austvågøy (526,7 km² 68°20′N 14°40′E / 68.333, 14.667)
- Gimsøya (46,4 km² 67°18′N 14°11′E / 67.300, 14.183)
- Vestvågøy (411,1 km² 68°10′N 13°45′E / 68.167, 13.750)
- Flakstadøya (109,8 km² 68°5′N 13°20′E / 68.083, 13.333)
- Moskenesøya (185,9 km² 67°55′N 13°0′E / 67.917, 13.000)

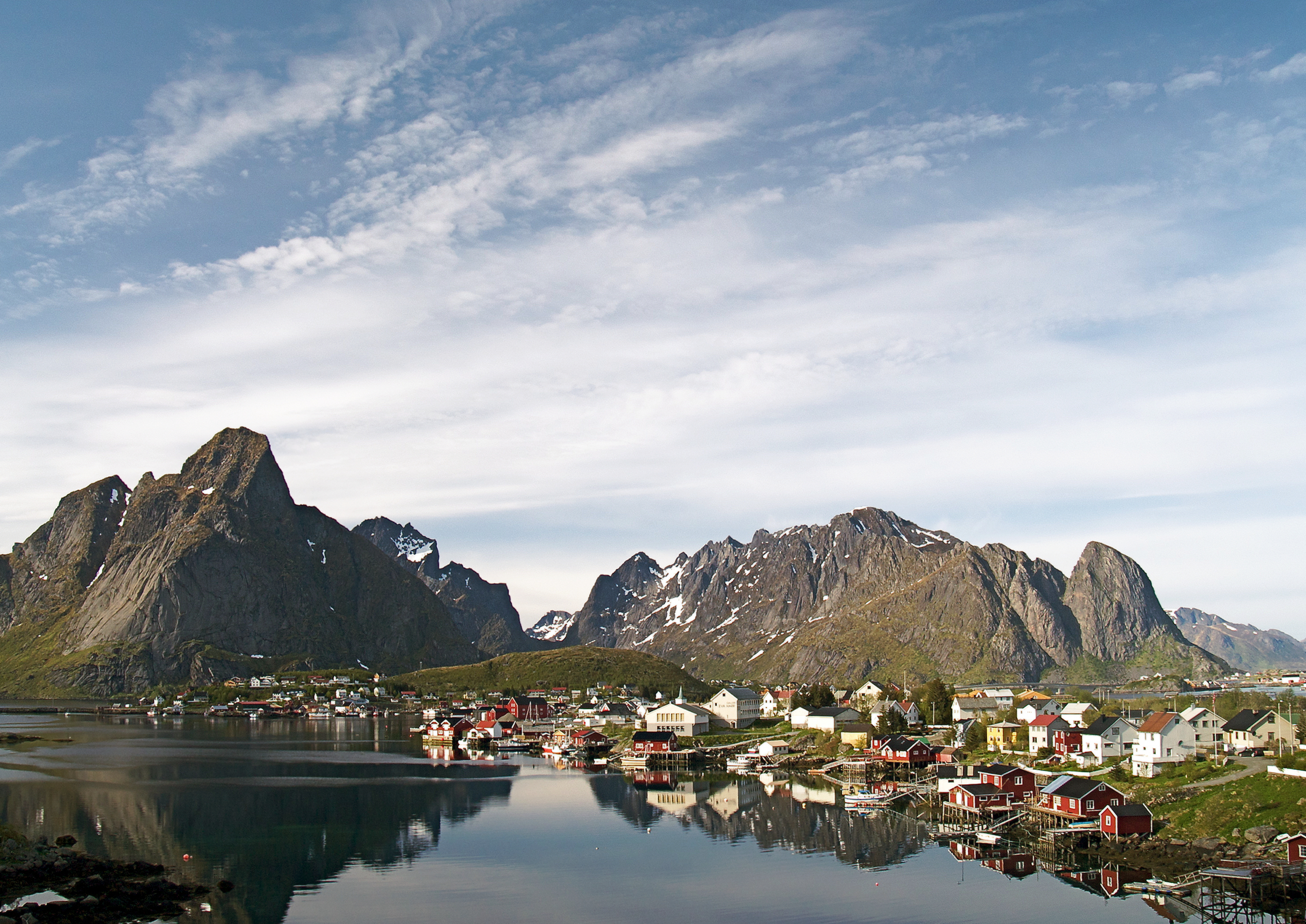
Puerto de Reine.

Al sur se encuentran las pequeñas islas de:
- Værøy (67°40′N 12°40′E / 67.667, 12.667)
- Røst (67°37′N 12°7′E / 67.617, 12.117)

Su superficie es de 1227 km², y su población suma un total de 24 500 personas. Entre tierra firme y el archipiélago se halla Vestfjord, y al norte, las islas Vesterålen. Las principales ciudades de Lofoten son Leknes, en Vestvågøy, y Svolvær en la isla de Vågan.
Las islas Lofoten se caracterizan por sus montañas y picos, isletas al abrigo de las aguas abiertas del océano, playas y grandes áreas vírgenes. Al igual que casi toda la costa noruega, su geografía se encuentra profundamente recortada por fiordos. La mayor montaña de Lofoten es Higravstinden (1161 m) en Austvågøy; el parque nacional de Møysalen al noreste de Lofoten tiene montañas que alcanzan los 1262 m. El sistema de mareas Moskstraumen o sistema de mareas de Maelstrom se encuentra al este del archipiélago. El mar es rico en vida, y el mayor arrecife de coral en aguas profundas (arrecife de Røst, de 40 km de longitud) se encuentra al oeste de Røst. Hay una alta densidad de población de pigargos y cormoranes, y millones de otras aves marinas, entre ellos los coloristas frailecillos atlánticos. Son comunes las nutrias, y hay alces en Austvågøy.
En las Islas Lofoten se puede asistir al fenómeno de la aurora boreal sobre todo en invierno, cuando las horas nocturnas pueden llegar a ser de 20 por día.

## Clima
Las temperaturas invernales de Lofoten son muy suaves teniendo en cuenta la situación al norte del círculo polar ártico (se trata de la mayor anomalía de temperaturas en el mundo por latitud), siendo responsable de ello la corriente del Golfo. Røst y Værøy son los lugares más norteños del mundo donde las temperaturas medias permanecen por encima de los 0 °C durante todo el año el noreste de Lofoten; Svolvær tiene una media del mes de enero de -3 °C, si bien los veranos son ligeramente más cálidos, con las medias de julio y agosto alrededor de los 13 °C. Mayo y junio son los meses más secos, mientras que octubre tiene tres veces más cantidad de lluvia. Temperaturas típicas de mayo son 9 °C,  15 °C en julio, y 11 °C en septiembre. La temperatura más alta registrada en Svolvær es de 30.4 °C. Se pueden producir vientos fuertes a fines de otoño y en invierno, pero son extraños a fines de marzo y mediados de octubre.  La nieve no es rara en invierno, pudiendo las montañas acumular importantes cantidades. El clima de Lofoten es oceánico subpolar (Cfc), de acuerdo con la clasificación climática de Koppen.

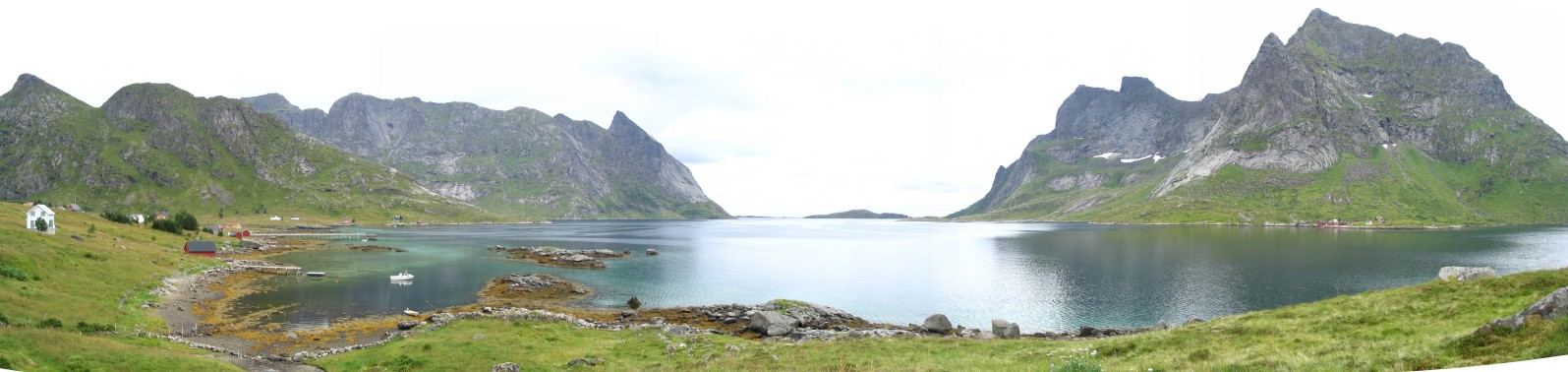
Vista panorámica de un fiordo, paisaje típico de las islas Lofoten.

En Svolvær, el sol de medianoche permanece por encima del horizonte entre el 25 de mayo y el 17 de julio, y en invierno el sol no aparece por encima del horizonte entre el 4 de diciembre y el 7 de enero. En Leknes, el sol permanece por encima del horizonte entre el 26 de mayo y el 17 de julio, y en invierno el sol no aparece entre el 9 de diciembre y el 4 de enero.
La temperatura del mar se ha registrado desde 1935. A 1 metro de profundidad en el mar cerca de Skrova, la temperatura del agua varía de un mínimo de 3 °C en marzo a 14 °C en agosto, algunos años alcanzando un máximo de 17 °C. El noviembre es alrededor de 7-8 °C. A una profundidad de 200 metros, la temperatura está cerca de los 8 °C durante todo el año.

## Historia

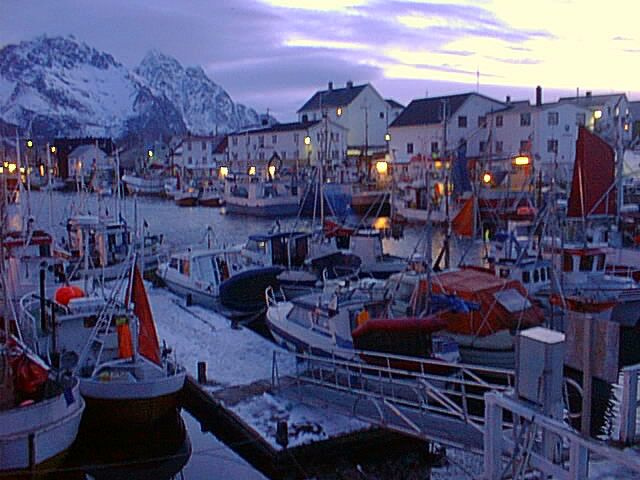
Henningsvær, un pueblo pesquero durante la temporada de pesca (abril de 2001).

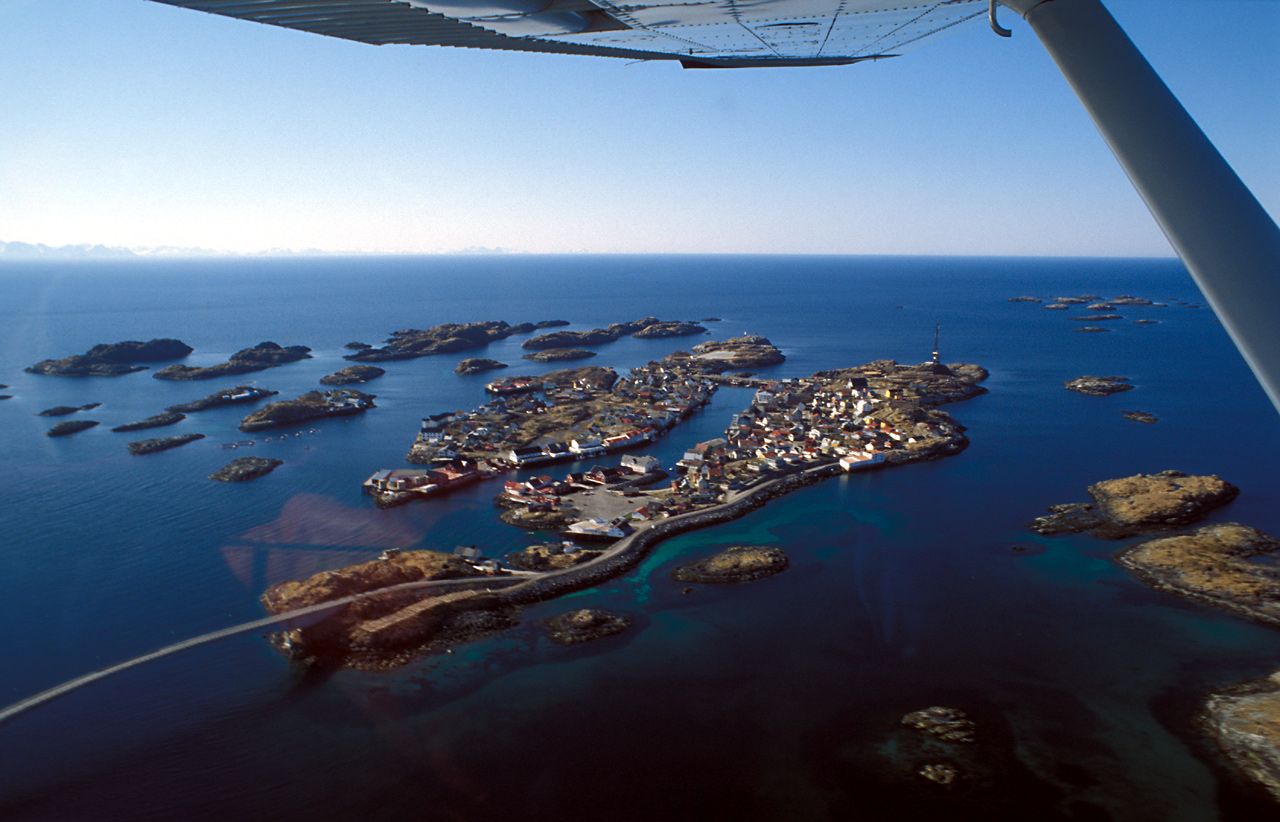
Henningsvær vista desde el aire, mayo de 1996.

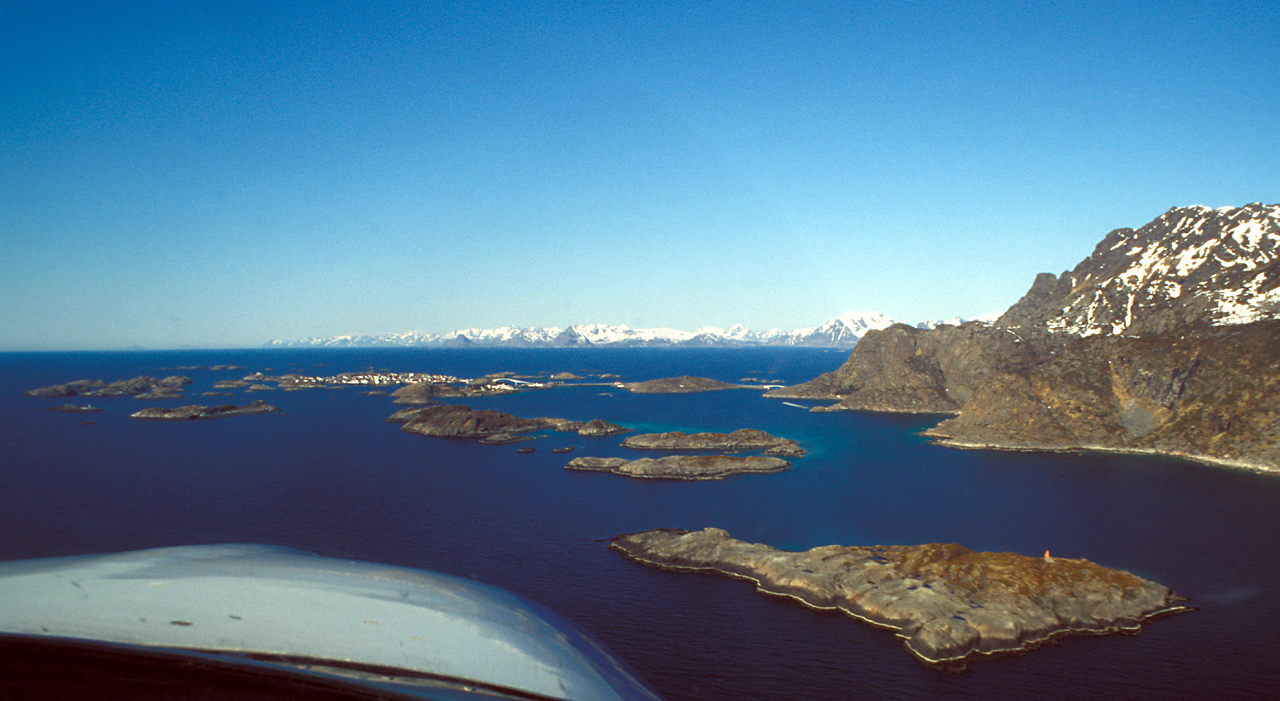
Lofoten, cara sur de las islas, desde el aire, mayo de 1996.

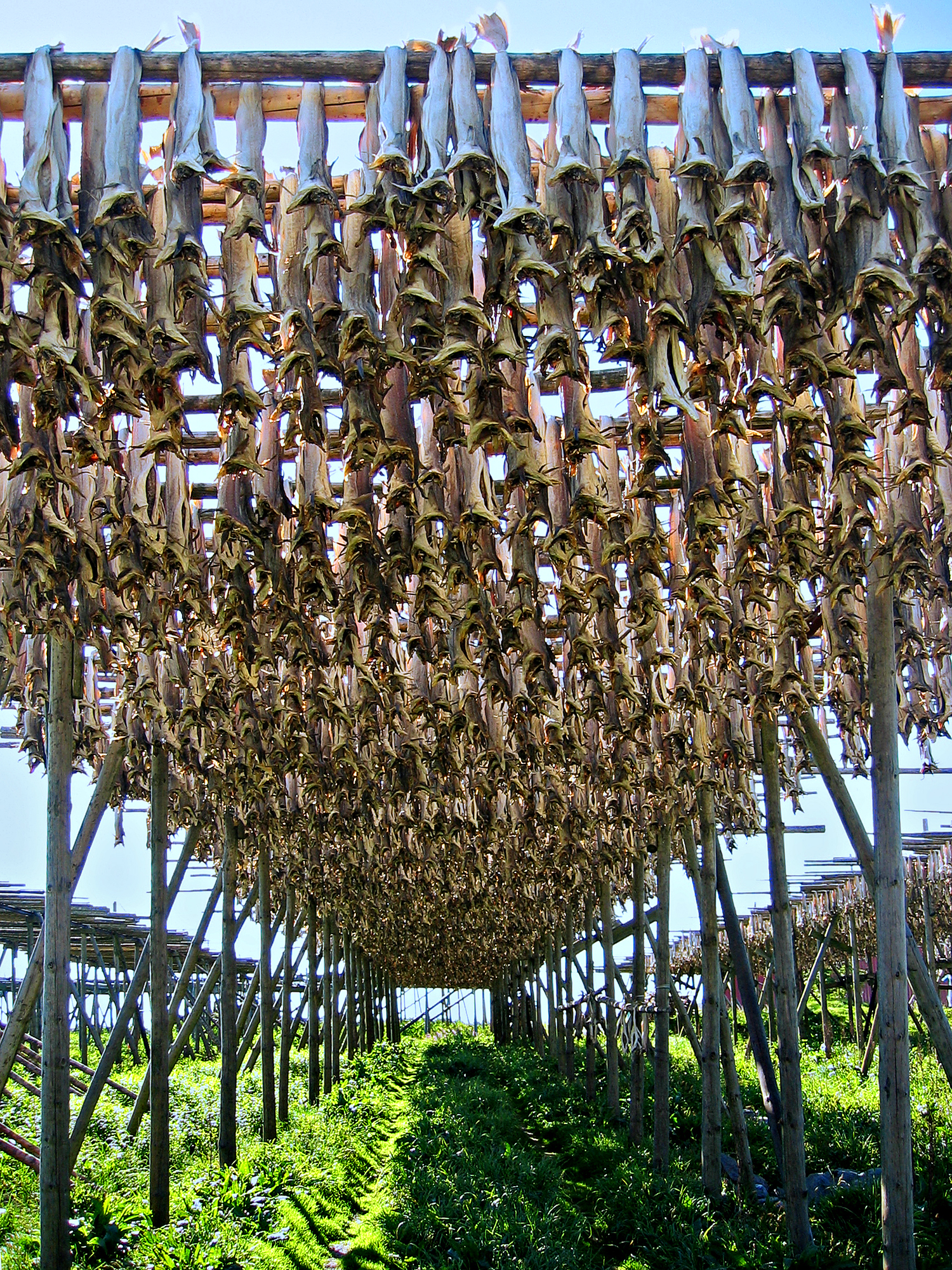
Bacalao puesto a secar en Lofoten. Este producto ha sido exportado desde hace más de 1000 años y sigue siendo una de las principales fuentes de riqueza.

Vågar es la primera ciudad conocida en el norte de Noruega. Existía en la temprana era Vikinga, quizás desde antes, y se encontraba en la costa sureste de Lofoten, cerca de Svolvær y Kabelvåg, en el municipio de Vågan. 
El museo Lofotr con una casa reconstruida se encuentra cerca de Borg en Vestvågøy, y tiene bastantes hallazgos arqueológicos de entre la Edad del Hierro y la era vikinga. Las islas han sido desde hace más de 1000 años el centro de las pesquerías de bacalao, especialmente en invierno, cuando el bacalao emigra hacia el sur desde el mar de Barents y se reúnen a desovar en el archipiélago. Bergen, en el suroeste de Noruega ha sido por largo tiempo el enlace para la exportación de pescado a gran parte de Europa, en especial cuando el comercio era controlado por la Liga Hanseática. En zonas bajas, particularmente Vestvågøy, la agricultura ha jugado un importante papel desde la Edad de Bronce.

## Geografía humana y económica
La principal actividad de los habitantes de las islas es la pesca. La zona es una importante área de pesca de diversas especies, principalmente el bacalao. En invierno los pescadores se concentran en las islas en buscar del bacalao que baja del ártico a desovar y dejan el pescado secándose al aire libre. En los últimos años se ha desarrollado un incipiente turismo.

## Deportes
Lofoten ofrece grandes oportunidades para la escalada sobre roca y montañismo. Disfruta de 24 horas de luz al día durante el verano con riscos, cumbres y glaciares de estilo alpino, pero con una altura de menos de 1200 metros. La zona principal de escalada en roca es Henningsvær, en la isla de Austvågøya. Las islas de Austvågøya y Moskenesøya son propicias para el montañismo.

## Comunicaciones
En Lofoten existen tres pequeños aeropuertos: el aeropuerto de Svolvær, Helle, el aeropuerto de Leknes y el de Røst, los cuales ofrece principalmente vuelos a Bodø. También existe un helipuerto en Værøy. El aeropuerto de Stokmarknes, Skagen se encuentra en Vesterålen. El aeropuerto de Harstad/Narvik, Evenes tiene vuelos directos con Oslo y Trondheim. Bodø es un importante nudo de comunicaciones para trasladarse a Lofoten; como complemento al sistema de aeropuertos de la zona existe una red de ferris: Bodø se conecta por vía marítima con Moskenes, y Svolvær con Skutvik en la isla de Hamarøy, lugar conectado por carretera con la ruta europea E06. El Hurtigruten hace escala en Stamsund y Svolvær. También existe un servicio rápido de catamaranes que conecta Svolvær y Narvik.
La carretera principal de Lofoten es la E10, la cual permite llegar hasta la isla de Moskenes por tierra desde Narvik y Harstad. El último tramo de la E10 se conoce como "Lofast", y conecta las islas con el continente sin necesidad de ferris. El último tramo fue terminado en diciembre de 2007. Las mayores islas de Lofoten ya están conectadas entre sí por puentes o túneles submarinos bajo los fiordos.

## Islas Lofoten en pintura
El pintor Gunnar Berg nacido en Svolvær era conocido por sus representaciones de la vida cotidiana en los pueblos pesqueros. Otros artistas asociados con Lofoten son Adelsteen Normann, Otto Sinding, Christian Krohg, Theodor Kittelsen, Lev Lagorio, Ernst Wilhelm Nay y Ingo Kühl.

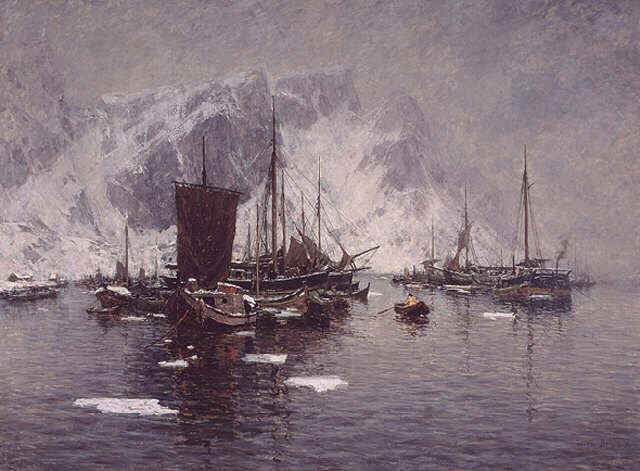
Fiskebåter ved Reine por Gunnar Berg (sin año)
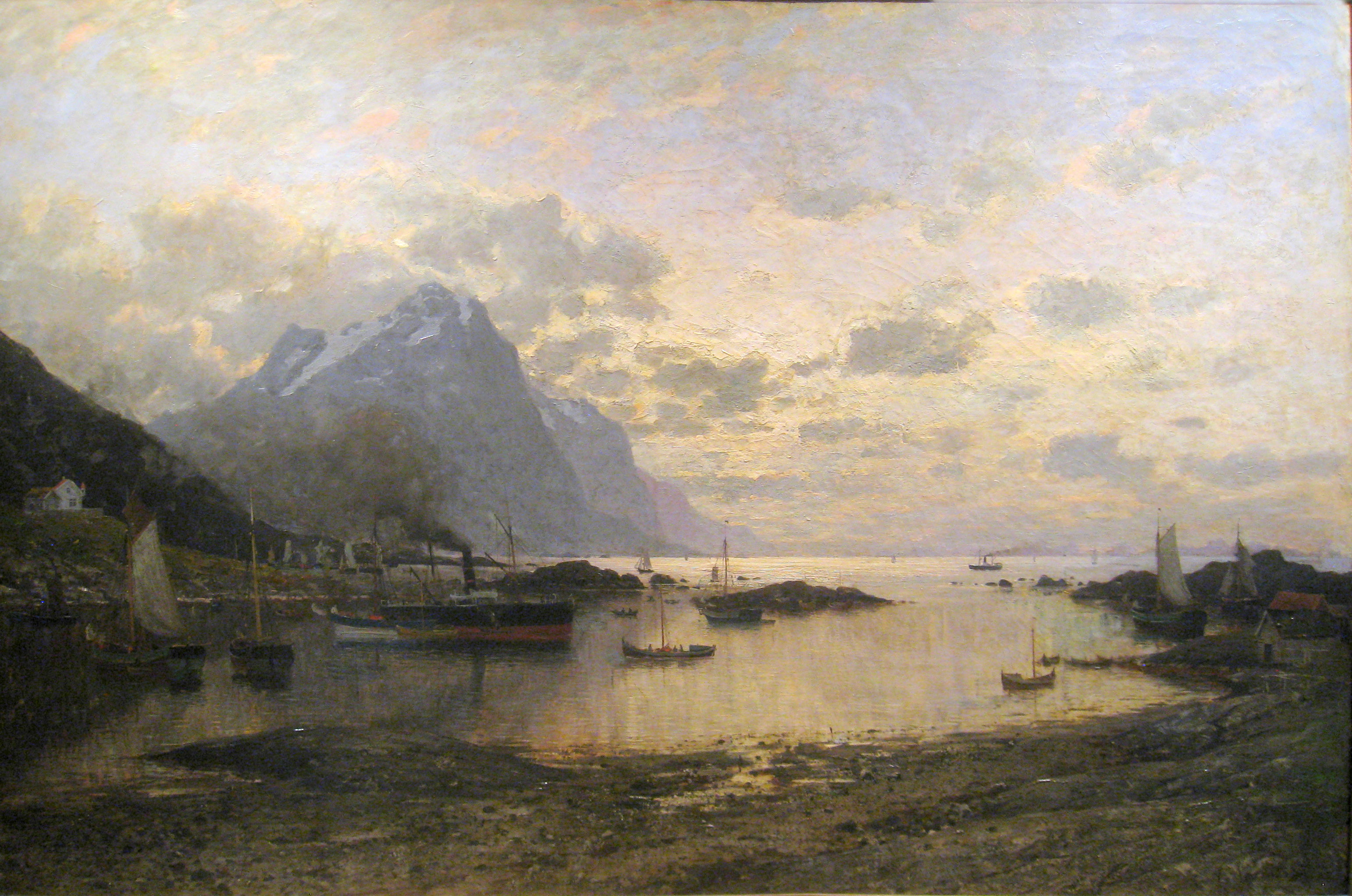
Dampskipsanløp i Lofoten por Adelsteen Normann (1885)
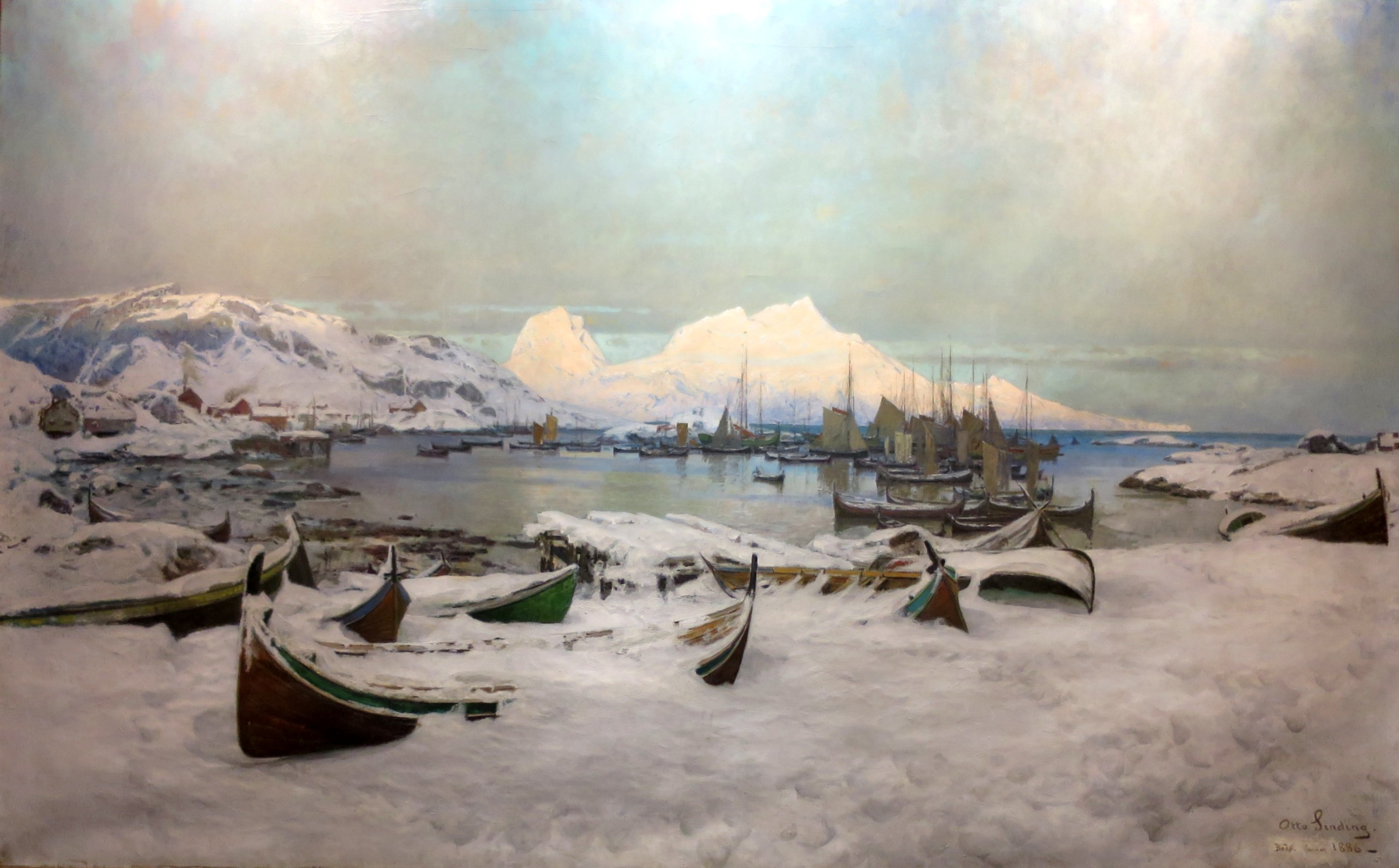
Invierno en Lofoten por Otto Sinding (1886)
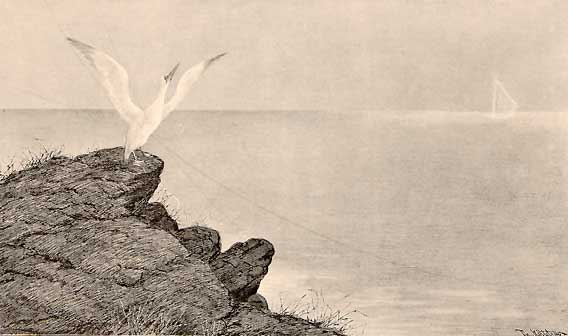
Fra Lofoten por Theodor Kittelsen (1890)
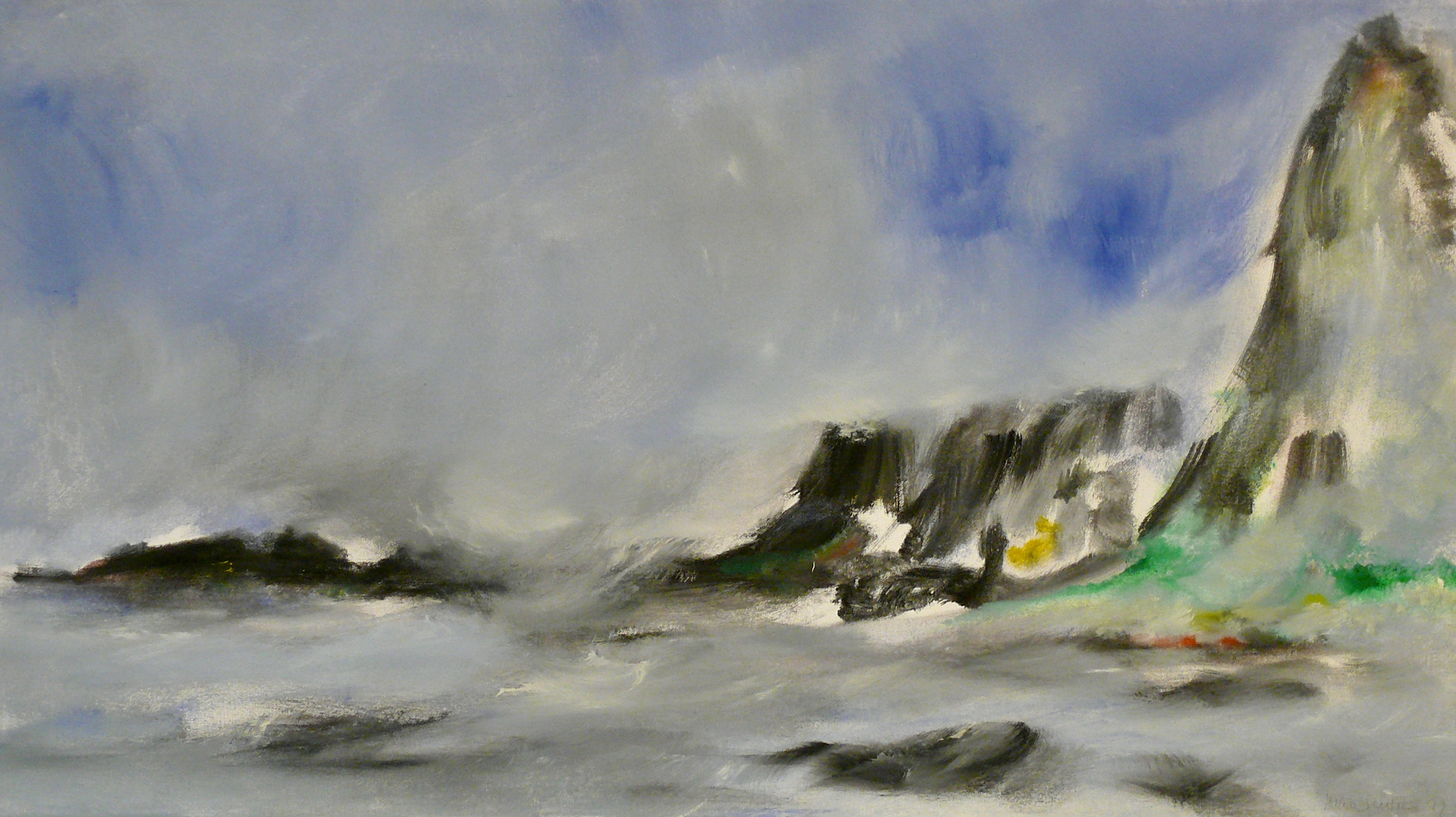
Moskstraumen I, Reine, Lofoten, por Ingo Kühl (1999)